# Portrait de Vincenzo Anastagi
Le Portrait de Vincenzo Anastagi est un portrait en pied réalisé par l'artiste espagnol Le Greco, probablement peint entre 1571 et 1576, pendant le séjour de l'artiste à Rome.
Il fait partie de la Frick Collection de New York, qui l'a acquis en 1913 .